# (54598) Bienor
(54598) Bienor ist ein Planetoid, der am 27. August 2000 im Rahmen des Deep Ecliptic Survey entdeckt wurde und zur Gruppe der Zentauren gehört.
Mit rund 210 km Durchmesser ist er der drittgrößte bestätigte Zentaur. Der Asteroid läuft auf einer gering exzentrischen Bahn in fast 67 Jahren um die Sonne. Die Bahnexzentrizität seiner Bahn beträgt 0,200, wobei diese 20,75° gegen die Ekliptik geneigt ist.
In der Mythologie war Bienor einer der Zentauren, der versucht hat, die Braut Hippodame und andere Frauen bei der Hochzeit des Pirithous zu entführen.